# Lê Huy Vịnh
Lê Huy Vịnh (sinh ngày 09 tháng 01 năm 1961) là một sĩ quan cấp cao trong Quân đội nhân dân Việt Nam, hàm Thượng tướng. Ông hiện giữ chức vụ Thứ trưởng Bộ Quốc phòng, nguyên Phó Tổng Tham mưu trưởng Quân đội nhân dân Việt Nam. Trong Đảng Cộng sản Việt Nam, ông là Ủy viên Ban Chấp hành Trung ương Đảng Cộng sản Việt Nam khóa XIII, Ủy viên Quân ủy Trung ương.

## Thân thế và sự nghiệp
Quê quán ông ở Dịch Vọng, Quận Cầu Giấy, Thành phố Hà Nội. Ông là con trai Thiếu tướng Lê Huy Vinh, nguyên Phó Tư lệnh Quân chủng Phòng không.
Trước đó, ông từng là Trung đoàn trưởng Trung đoàn 213, Sư đoàn Phòng không 363, Quân chủng Phòng không-Không quân. Sau đó ông giữ chức vụ Sư đoàn trưởng Sư đoàn 375, Quân chủng Phòng không-Không quân.
Năm 2011: Phó Tư lệnh Quân chủng Phòng không-Không quân
Tháng 6/2015: Phó Bí thư Đảng ủy, Tư lệnh Quân chủng Phòng không-Không quân
Ngày 31/12/2019: Ông được Thủ tướng Nguyễn Xuân Phúc bổ nhiệm giữ chức Phó Tổng Tham mưu trưởng Quân đội nhân dân Việt Nam.
Ngày 16 tháng 10 năm 2020 dưới sự chủ trì của Tổng Bí thư, Chủ tịch nước Nguyễn Phú Trọng, trao quyết định thăng hàm từ Trung tướng lên Thượng tướng cho Đồng chí Lê Huy Vịnh cùng với đồng chí Hoàng Xuân Chiến, Thứ trưởng Bộ Quốc phòng
Ngày 25 tháng 10 năm 2020 , tại Quyết định số 1651/QĐ-TTg, Thủ tướng Chính phủ bổ nhiệm Thượng tướng Lê Huy Vịnh, Ủy viên Trung ương Đảng, Ủy viên Quân ủy Trung ương, Phó Tổng Tham mưu trưởng Quân đội nhân dân Việt Nam giữ chức Thứ trưởng Bộ Quốc phòng.
Ngày 03 tháng 11 năm 2020, tại Hà Nội, Bộ Quốc phòng tổ chức Hội nghị công bố, trao quyết định bổ nhiệm chức vụ cán bộ. Tại hội nghị, thừa ủy quyền của Thủ tướng Chính phủ, Lãnh đạo BQP đã trao quyết định cho Thượng tướng Lê Huy Vịnh, Ủy viên Trung ương Đảng, Phó Tổng Tham mưu trưởng, giữ chức Thứ trưởng Bộ Quốc phòng.

## Gia đình
Bố ruột của ông là Thiếu tướng Lê Huy Vinh, nguyên Phó Tư lệnh - Tham mưu trưởng Quân chủng Phòng không (1987–1988).

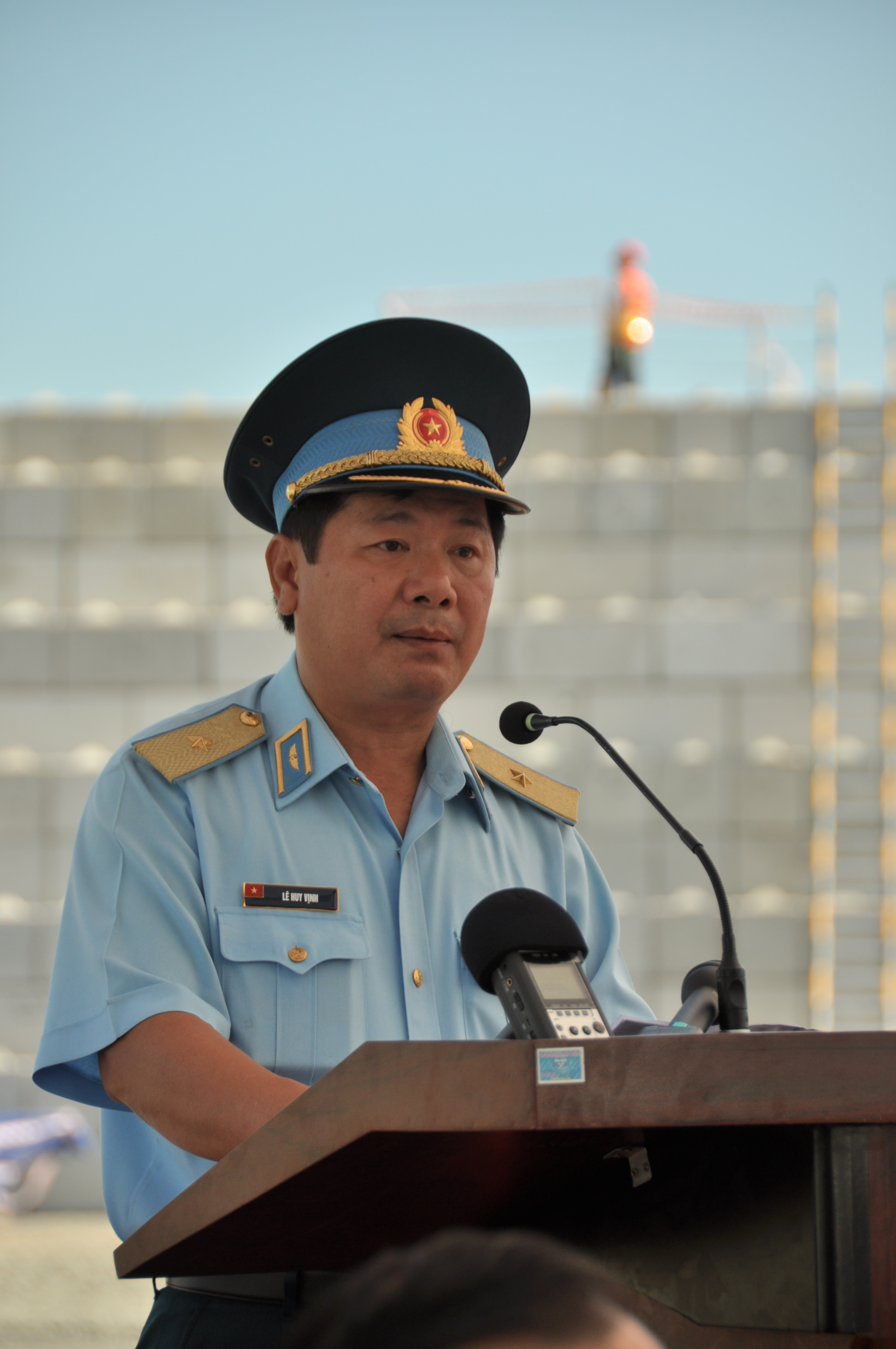
Lê Huy Vịnh trả lời báo chí, Đà Nẵng, 24 tháng 4 năm 2013

## Lịch sử thụ phong quân hàm
| Năm thụ phong | 1993     | 1997     | 2001      | 2005   | 2011        | 2015        | 2020         |
| ------------- | -------- | -------- | --------- | ------ | ----------- | ----------- | ------------ |
| Quân hàm      |          |          |           |        |             |             |              |
| Cấp bậc       | Thiếu tá | Trung tá | Thượng tá | Đại tá | Thiếu tướng | Trung tướng | Thượng tướng |